# Jennifer Brea
Jennifer Brea ist eine US-amerikanische Filmemacherin und Aktivistin. Ihr Debütfilm Unrest wurde 2017 beim Sundance Film Festival uraufgeführt und erhielt den US Documentary Special Jury Award For Editing. Brea hat auch einen Virtual-Reality-Film mitgestaltet, der beim Tribeca Film Festival seine Premiere feierte.

## Karriere

### Unrest
Brea war Doktorandin an der Harvard University, als sie plötzlich an hohem Fieber erkrankte und bettlägerig wurde. Zunächst wurde bei ihr fälschlicherweise eine Konversionsstörung diagnostiziert. Erst viel später wurde festgestellt, dass sie an Myalgischer Enzephalomyelitis/Chronischem Fatigue-Syndrom (ME/CFS) litt. 2013 begann sie, von ihrem Bett aus, einen Dokumentarfilm über ihre Erfahrungen zu drehen. Ursprünglich wurde der Film Canary in a Coal Mine (deutsch: Kanarienvogel in einer Kohlenmine) genannt. Über Crowdfunding auf der Website Kickstarter  wurden Produktionsgelder gesammelt. Diese stammten insbesondere von Onlinegemeinschaften vieler anderer bettlägeriger oder ans Haus gebundener Patienten und ihrer Familien. Unrest wurde 2017 beim Sundance Film Festival uraufgeführt. Er kam in die engere Wahl für einen Oscar als bester Dokumentarfilm.

### Auszeichnungen
2014 wurde Brea von The Root in seiner Root100-Liste als eine der hundert einflussreichsten Afroamerikanerinnen aufgeführt.
Brea wurde außerdem von ProHealth als 2017 ME/CFS Patient Advocate Of The Year ausgezeichnet.

## Aktivismus
2015 war sie Mitbegründerin von #MEAction, einem globalen Netzwerk von Patienten, die mit ME/CFS leben. MEAction führte die #MillionsMissing-Bewegung an, eine patientenorientierte Protestaktion, bei der Hunderte von leeren Schuhen aufgestellt wurden, um die 25 % der Patienten mit ME/CFS zu repräsentieren, die ans Haus oder ans Bett gefesselt sind. Im Juni 2016 hielt Brea einen TED-Vortrag über ihre Erfahrungen als Person mit ME/CFS. Der Vortrag wurde im Januar 2017 auf der TED-Website veröffentlicht.

## Privatleben
2012 heiratete Brea Omar Wasow, Mitbegründer des sozialen Netzwerks BlackPlanet. Derzeit (Stand: August 2022) ist Wasow als Assistenzprofessor am Pomona College tätig.